# Chrysometa pichincha
Chrysometa pichincha là một loài nhện trong họ Tetragnathidae.
Loài này thuộc chi Chrysometa. Chrysometa pichincha được Herbert W. Levi miêu tả năm 1986.